# Дженні Абрахамсон
Дженні Гелена Абрахамсон (швед. Jennie Helena Abrahamson, нар.. 28 травня 1977 року в місті Севар, Умео, Швеція) — шведська співачка і авторка пісень. Вокал Дженні неодноразово порівнювали з Кейт Буш.

## Життєпис
Дженні Абрахамсон починала співочу кар'єру в Умео в складі гурту Paddington. Працювала з різними артистами і грала у декількох музичних колективах, таких як тріп-хоп гурт Heed, кантрі-рок гурт Yukon AKB.
В 2006 році почала сольну кар'єру, на сьогоднішній день випустила п'ять альбомів.
У 2007 році за підтримки друзів — музикантів з гурту Friska Viljor і норвезької співачки Ane Brun — заснувала власний звукозаписний лейбл. Разом з Юханнесом Берглюндом (Johannes Berglund) володіє музичною студією в Стокгольмі.
Брала участь у турі Пітера Гебріела разом з Линнєєю Ульссон (Linnea Olsson), а також виступала разом з Ane Brun.
Дженні живе у Стокгольмі з чоловіком, музикантом Мікаелем Хеггстремом (Mikael Häggström).

## Дискографія
- 2007 — Lights
- 2009 — While the sun's Still Up and the Sky Is Bright
- 2011 — The Sound of Your б'ється серцем Heart
- 2014 — Gemini Gemini
- 2017 — Reverseries
- 2023 — Kärlek & Makt